# Università di Sungkyunkwan
L'Università di Sungkyunkwan (성균관대학교?, 成均館大學校?, Seonggyungwan DaehakgyoLR; SKKU) è fra le più note università in Corea del Sud, e la più antica del mondo coreano, risalendo al 1398. L'ateneo ha la sede principale nel quartiere Jonro di Seul, cioè nel centro storico di Seul.
Durante il periodo d'annessione giapponese fu tenuto ad essere degradata e poi chiusa dall'impero giapponese per le università imperiali.
Dopo la caduta dell'impero, per la modernizzazione della università, è stata ricoperta dagli studiosi tradizionalmente insigni e da ogni livello di scuole locali tradizionalmente collegate allo spirito del Sungkyunkwan (成均館, La scuola per il pieno apprendimento di principi umani sulla bilancia fondamentale del mondo, tramite 仁 Benevolenza, 義 Giustizia, 禮 Etica, 知 Saggezza).

## Storia
Secondo la tradizione del confucianesimo coreano, l'Università venne fondata nel 1398, quando la dinastia Joseon venne affermata alla politica stabilmente dal re Tegio di Joseon Yi Seong-gye alla ricerca di insegnamento di confucianesimo coreano sulla dimensione accademicamente superiore agli altri istituti riconosciuti.
Dal 1996 l'Università di Sungkyunkwan è gestita di nuovo dalla Samsung.

## Requisiti per gli studenti
Per laurearsi, ogni studente deve passare tutti gli esami con tesi e in particolare anche 3 qualità autentiche(三品制, Test internazionale di Lingue straniere, Test professionale di Scienze Informazione e un'altra qualità etico-sociale tramite il corso Confucianesmo. I livelli condizionati di qualità per la laurea sono varianti da ogni corso o ogni facoltà)
Per gli studenti stranieri, SKKU offre il semestre estivo internazionale (ISS: International Summer Semester) e, nel 2013, particolarmente il più numero di 1 727 studenti stranieri (da 34 paesi e da 84 diverse università) tra ISS della Corea del sud è iscritto.